# Noah Munck

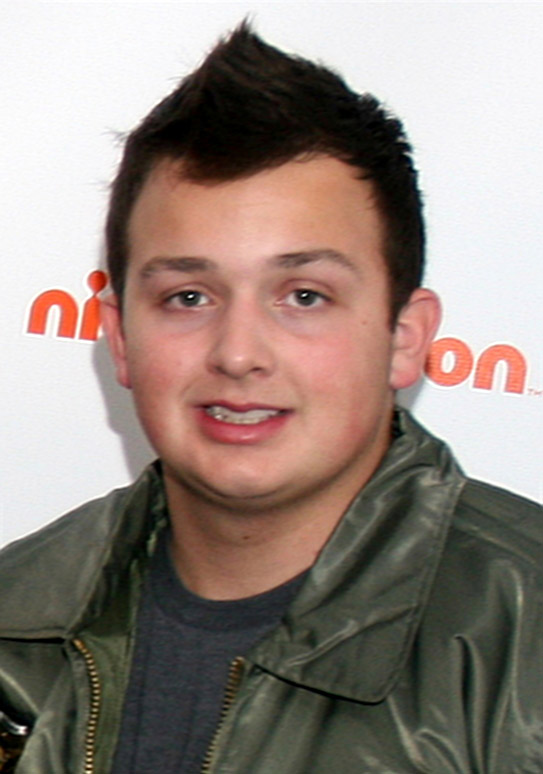
Noah Munck (2012)

Noah Bryant Munck (* 3. Mai 1996 in Mission Viejo, Kalifornien) ist ein US-amerikanischer Schauspieler, bekannt als Gibby aus der Fernsehserie iCarly.

## Leben
Noah Munck begann seine Schauspielkarriere in verschiedenen Werbespots, darunter für Volkswagen und Got Milk? (US-amerikanische Milchproduktion). Im Frühling 2006 besuchte er zusammen mit seiner Schwester Hip-Hop-Kurse auf der Performers Academy, wo er anschließend seine Inspiration zum Schauspielern traf.
Er hat insgesamt vier jüngere Geschwister, drei Brüder und eine Schwester. Sein Vater ist als Pastor tätig. Sein jüngerer Bruder Ethan Munck (* 2003) absolvierte  mehrere Gastauftritte in der Nickelodeon-Serie iCarly. Munck selbst spielte von 2007 bis 2012 Gibby Gibson in iCarly und war von der vierten Staffel an einer der Hauptdarsteller. 2011 war er als Tristan im Film Bad Teacher an der Seite von Cameron Diaz, Justin Timberlake und Jason Segel zu sehen. Er ist auch in der Neuverfilmung der Bücher Die Abenteuer des Tom Sawyer und Die Abenteuer des Huckleberry Finn von Mark Twain zu sehen.
Im Anschluss an die iCarly-Produktion bestellte Nickelodeon 2012 einen Piloten für ein iCarly-Spin-off mit dem Arbeitstitel Gibby mit Munck in seiner bisherigen Rolle als titelgebende Hauptfigur. Wie schon bei iCarly führte Dan Schneider die Produktion. Allerdings erhielt Gibby keine Serienbestellung.

## Filmografie (Auswahl)
- 2007–2012: iCarly (Fernsehserie)
- 2008: Die Zauberer vom Waverly Place (Wizards of Waverly Place, Fernsehserie, Folge 2x06)
- 2008: Mein Schatz, unsere Familie und ich (Four Christmases)
- 2009: iCarly: Vier Fäuste für iCarly (iCarly: iFight Shelby Marx, Fernsehfilm)
- 2009: Emergency Room – Die Notaufnahme (ER, Fernsehserie, Folge 15x21)
- 2009: Verrückt nach Steve (All About Steve)
- 2010: Rules of Engagement (Fernsehserie, Folge 4x09)
- 2011: Bad Teacher
- 2011: The Rainbow Tribe
- 2011: iCarly: Party mit Victorious (iCarly: iParty with Victorious, Fernsehfilm)
- 2012: Troop – Die Monsterjäger (The Troop, Fernsehserie, Folge 2x10)
- 2012: iCarly: Ciao Carly (iCarly: iGoodbye, Fernsehfilm)
- 2013: Nicky Deuce (Fernsehfilm)
- 2013: Der große Schwindel (Swindle, Fernsehfilm)
- 2014: Tom Sawyer & Huckleberry Finn
- 2014–2023: Die Goldbergs (The Goldbergs, Fernsehserie)